# إسماعيل حقي برقوق
وُلِد الجنرال إسماعيل حقي برقوق في إحدى قُرى الأناضول الشركسية عام 1889م، وتخرّج من الكلية الحربية والأكاديمية العسكرية التركية عام 1910م.
شارك كضابط في الجيش العثماني في القتال ضدّ الحلفاء أثناء الحرب العالمية الأولى على جبهات العراق وإيران والقفقاس.
شارك في قيادة جيش الدولة العثمانية السادس في معركة الشرقاط جنوب الموصل، ولكنهُ فشل وخسر المعركة وأنسحبت قواتهِ نحو شمال العراق في 30 أكتوبر 1918م، ثم أستدعي إلى إسطنبول للتوجه نحو جبهة القفقاس.
شارك في قيادة الجيش العثماني الخامس عشر والذي تمّ تشكيله بأغلبية من الضباط والأفراد الشراكسة المقيمين في تركيا لاجل الزحف إلى شمال القفقاس وتقديم الدعم والمساعدة العسكرية المباشرة لجمهورية اتحاد شمال القفقاس والتي أُعلن تشكيلها عام 1918م.
تولّى اللواء مت جونوتوقه يوسف عزت باشا منصب القائد العام للقوات العثمانية، وتولى اللواء سليمان عزت تسي منصب قائد الجيش العثماني الخامس عشر، كما تولى الجنرال إسماعيل باشا برقوق منصب رئيس هيئة أركان حرب هذا الجيش.
استطاع الجيش العثماني الخامس عشر احتلال مدينة باكو، ثمّ مدينة دربند في 8 أيلول 1918م، ثم احتلال مدينة بتروفسك، ولكن قواته اضطُرّت للتوقف عن زحفها والانسحاب من شمال القفقاس بعد الهزائم المريرة التي تعرّض لها الجيش العثماني في جبهات القتال الأخرى، وبعد توقيع تركيا على معاهدة موندوراس عام 1920م. وقد تم تعيينه قائدا لجيش جمهورية اتحاد شمال الققاس الجديدة واستطاع صد القوات الشيوعية لفترة من الوقت، ولكنها تغلّبت عليه، وأُلقي القبض عليه وأُودع السجن وحُكم عليه بالإعدام ولكنه استطاع الهرب والعودة إلى تركيا.
نال الجنرال إسماعيل برقوق تقدير الزعيم التركي كمال أتاتورك الذي أسّس الجمهورية التركية الحديثة، وكان يعتبره مثالاً جيدا للانضباطية العسكرية.
أصبح رئيساً لهيئة التاريخ العسكري التركية عام 1936م وقام بمهمة إلقاء محاضرات في التاريخ العسكري والشؤون العسكرية الأخرى في الكليات العسكرية التركية. وأصبح عضواً في اللجنة الاستشارية العسكرية عام 1943م، وتمّت ترقيته إلى رتبة الجنرال (عميد) عام 1946م.
أصبح نائباً في البرلمان التركي عن منطقة قيسارية في الفترة 1950- 1954م. وأُعيد انتخابه مرة ثانية للبرلمان عام 1954م، ولكنه إضطرّ للذهاب إلى لندن للعلاج، حيث أُجريت له عملية جراحية توفي على إثرها في مايس 1954م وتمّ دفنه في أنقرة.
وتم إصدار كتاب (تاريخ قفقاسيا) من تأليفه عام 1958م، كما أنه ترك العديد من الكتب العسكرية التركية وخاصة في مجال التعبئة العسكرية. وكان يتقن اللغات العربية والفارسية والشركسية والفرنسية والروسية إضافة إلى لغته التركية. .